# پلیزنت ران فارمز (اوهایو)
پلیزنت ران فارمز (به انگلیسی: Pleasant Run Farms) یک منطقهٔ مسکونی در ایالات متحده آمریکا است که در شهرستان همیلتون، اوهایو واقع شده‌است. پلیزنت ران فارمز ۲٫۷ کیلومتر مربع مساحت و ۴٬۶۵۴ نفر جمعیت دارد و ۲۳۳ متر بالاتر از سطح دریا واقع شده‌است.